# 薬師如来

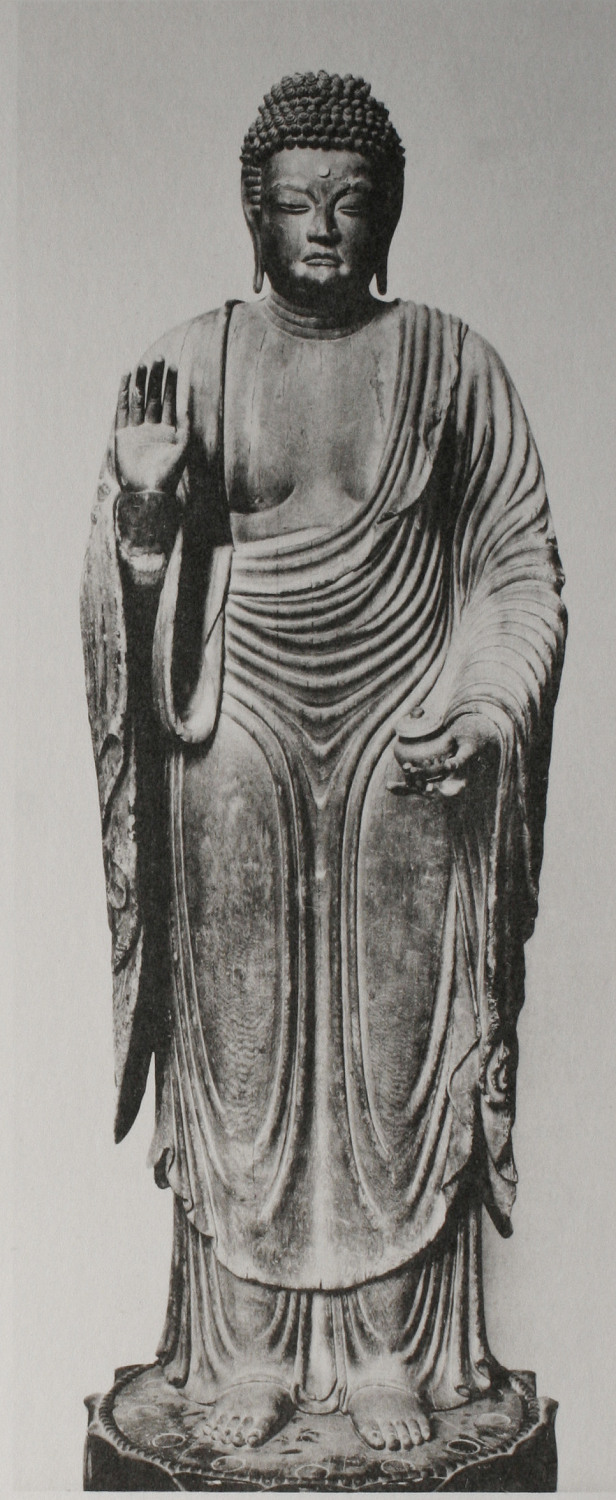
木造薬師如来立像
（国宝・元興寺蔵）

薬師如来（やくしにょらい、サンスクリット語: भैषज्यगुरु、Bhaiṣajyaguru、バイシャジヤグル）、あるいは薬師瑠璃光如来（やくしるりこうにょらい）は、大乗仏教における信仰対象である如来の一尊（報身仏）。大医王、医王善逝（いおうぜんぜい）とも称する。薬師如来について説く主要経典には梵本、蔵訳、漢訳五本が知られる。ギルギット写本が発見される以前は、梵本は大乗論書からの一部引用が知られるのみであった。これら諸経は一仏薬師を説くものと七仏薬師を説くものの二種類に分類される。その中で漢語仏教圏において広く伝播したものは玄奘訳『薬師瑠璃光如来本願功徳経』であり、チベットでは義浄訳『薬師瑠璃光七仏本願功徳経』に相当するものが流行った。薬師如来およびその信仰の成立時期はインド北部、4世紀末から5世紀初頭と考えられている。
三昧耶形は薬壺、または丸薬の入った鉢。種字は尊名のイニシャルのバイ(भै、bhai)。

## 概要
大乗仏教では三身説をとるが、姿・形をもたない宇宙の真理たる法身仏、有始・無終の存在で衆生を救う仏である報身仏（人間に対する方便として人の姿をして現れることもある）、衆生を救うため人間としてこの世に現れる応身仏（釈迦如来）と説明される。薬師如来は報身仏であるとされる。
大乗仏教は多元的な世界観であるが、現世から東方に大河の砂の数を十倍した数の仏国土を過ぎたところに、薬師如来の教化する浄瑠璃浄土があるとする。悟りを得て如来になった者は仏々相念という神通力（現代的に言えばテレパシー）を使用できるようになり他の如来と意思疎通ができるようになるが、釈迦如来は薬師如来と意思疎通し、薬師如来の功徳を説いたという。
薬師如来が説かれている代表的な経典は、永徽元年（650年）の玄奘訳『薬師瑠璃光如来本願功徳経』（薬師経）と、景竜元年（707年）の義浄訳『薬師瑠璃光七佛本願功徳経』（七仏薬師経）であるが、そのほかに建武〜永昌年間（317〜322年）の帛尸梨蜜多羅訳、大明元年（457年）の慧簡訳、大業11年（615年）の達磨笈多訳が知られている。
薬師本願功徳経では、薬師如来は東方浄瑠璃世界（瑠璃光浄土とも称される）の教主で、菩薩の時に12の大願を発し、この世門における衆生の疾病を治癒して寿命を延べ、災禍を消去し、衣食などを満足せしめ、かつ仏行を行じては無上菩提の妙果を証らしめんと誓い仏と成ったと説かれる。瑠璃光を以て衆生の病苦を救うとされている。無明の病を直す法薬を与える医薬の仏として、如来には珍しく現世利益信仰を集める。

## 密教との関係
密教経典としては「薬師瑠璃光如来消災除難念誦儀軌」「薬師七仏供養儀軌如意王経」等がある。
真言宗では両部曼荼羅に記されていないが、東寺の金堂本尊（重要文化財）であり、醍醐寺の上醍醐や薬師堂の本尊（国宝）であり、国家鎮護の如来として多くの真言宗寺院の本尊として重視されている。「覚禅抄（東密）」において胎蔵大日如来と同体と説かれている。雑密系の別尊曼荼羅では中尊となる事も多い。
一方で伝統的に朝廷と結びつきが強かった天台宗（台密）では、薬師如来が東方浄瑠璃世界の教主であることから、東の国（日本）の帝である天皇と結び付けられもした。「阿裟縛抄（台密）」で釈迦如来・大日如来と一体とされているが、顕教での妙法蓮華経に説かれる久遠実成の釈迦如来＝密教の大日如来との解釈と、釈迦如来の衆生救済の姿という二つの見方による。
東方の如来という事から五智如来の阿閦如来とも同一視される（例：高野山壇上伽藍金堂）。
チベット仏教（蔵密）でもよく信仰されており、しばしばチベット僧により日本でも灌頂（かんじょう）が執り行われる。

## 十二大願
十二の大願は以下の通り。
1. 自身の光明照耀（）に依って、一切衆生をして三十二相八十随形（）を具せしむるの願。
2. 衆生の意に随うて光明を以て諸種の事業を成弁せしむること。
3. 衆生をして欠乏を感ぜしめず、無尽の受用を得せしむること。
4. 邪道を行ずる者を誘引して皆菩提道に入らしめ、大乗の悟りを開かしむること。
5. 衆生をして梵行を修して清浄なることを得、決して悪趣に堕せしめざること。
6. 六根具足して醜陋（）ならず、身相端正（）にして諸の病苦なからしむること。
7. 前述の如く諸病悉除。
8. 女（）を転じて男（）と成し、丈夫の相を具して成仏せしむること。
9. 外道の邪見に捕らえられて居る者を正見に復（）せしめ、無上菩提を得せしむること。
10. もろもろの災難（）刑罰（）を免れしめ、一切の憂苦を解脱せしむること。
11. 飢渇（）に悩まされ食を求むる者には、飯食（）を飽満せしめ、又法味（）を授けて安楽を得せしむること。
12. 所求満足の誓いで、衆生の欲するに任せて衣服珍宝等一切の宝荘厳（）を得せしめんとすること。

## 七仏薬師
義浄訳「薬師瑠璃光七仏本願功徳経（七仏薬師経）」や達磨笈多訳「薬師如来本願経」では、薬師如来を主体とした七尊の仏の本願と仏国土が説かれる。天台密教では、円仁から始まったとされる七仏薬師法が息災・安産をもたらすとして重要視され、8-9世紀には藤原摂関家で同法による安産祈願が行われた。
- 善名称吉祥王如来（ぜんみょうしょうきちじょうおうにょらい）
- 宝月智厳光音自在王如来（ほうがつちごんこうおんじざいおうにょらい）
- 金色宝光妙行成就王如来（こんじきほうこうみょうぎょうじょうじゅおうにょらい）
- 無憂最勝吉祥王如来（むうさいしょうきちじょうおうにょらい）
- 法海雲雷音如来（ほうかいうんらいおんにょらい）
- 法海勝慧遊戯神通如来（ほうかいしょうえゆげじんつうにょらい）
- 薬師瑠璃光如来（やくしるりこうにょらい）

## 東照宮信仰

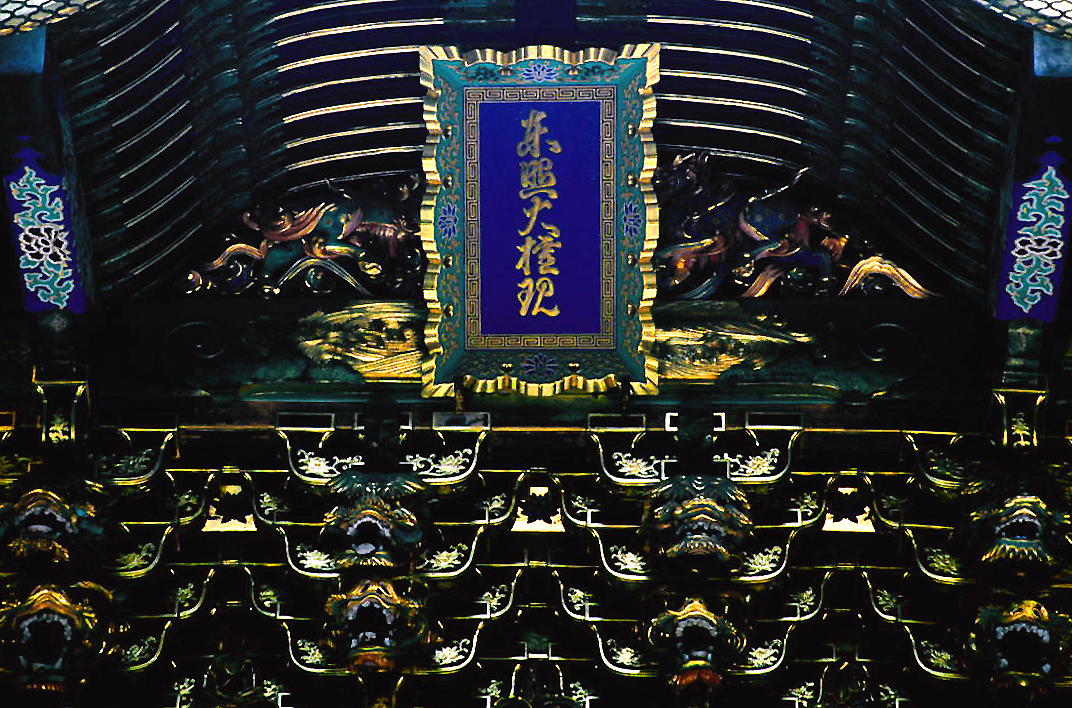
日光東照宮陽明門に掲げられた「東照大権現」の勅額（後水尾天皇の宸筆）

江戸幕府初代将軍の徳川家康は、没後に神格化が進められた。当時徳川将軍家のブレーンであった天海大僧正などの働きもあり、天台宗系の山王一実神道によって家康は薬師如来を本地とする権現とされ、朝廷より「東照大権現」の神号が下された。以後、江戸時代を通じて家康は全国各地の東照宮に祭祀され、神君、権現様と呼ばれて崇拝された。
また、徳川家康は生母於大の方が鳳来寺（愛知県新城市）の本尊の薬師如来に祈願して誕生したと言われる。

## 真言
薬師如来の真言は、以下の通り。

### 小咒
オン　コロコロ　センダリ　マトウギ　ソワカ（oṃ huru huru caṇḍāli mātaṅgi svāhā)
※「センダリ」「マトウギ」とは、病気の原因たる病原体や災厄の意味であり、同語で表される被差別階級の意味はここでは有しない。

### 中咒（台密）
オン　ビセイゼイ　ビセイゼイ　ビセイジャサンボリギャテイ　ソワカ（Oṃ bhaiṣajye bhaiṣajye bhaiṣajyasamudgate svāhā）

### 大咒（東密）
ノウマク　バギャバテイ　バイセイジャ　クロ　ベイルリヤ　ハラバ　アラジャヤ　タタギャタヤ　アラカテイ　サンミャクサンボダヤ　タニヤタ　オン　バイセイゼイ　バイセイゼイ　マカバイセイジャサンボリギャテイ　ソワカ（Namo bhagavate bhaiṣajyaguru vaiḍūryaprabharājāya tathāgatāya arhate samyaksambuddhāya tadyathā oṃ bhaiṣajye bhaiṣajye mahābhaiṣajya-samudgate svāhā）

## 仏像

### 像容
像容は、立像・坐像ともにあり、印相は右手を施無畏（せむい）印、左手を与願印とし、左手に薬壺（やっこ）を持つのが通例である。ただし、日本での造像例を見ると、奈良・薬師寺金堂像、奈良・唐招提寺金堂像のように、古代の像では薬壺を持たないものも多い。これは、不空訳「薬師如来念誦儀軌」の伝来以降に薬壺を持つ像が造られるようになったと考えられている。単独像として祀られる場合と、日光菩薩・月光菩薩を脇侍とした薬師三尊像として安置される場合がある。また、眷属として十二神将像をともに安置することが多い。薬師如来の光背には、七体または六体、もしくは七体の同じ大きさの像容がある。これは七仏薬師といって薬師如来とその化身仏とされる。
薬師如来の縁日は毎月8日である。これは、薬師如来の徳を講讃する「薬師講」に由来すると考えられている。なお、毎月12日とする所もあり、これは薬師如来の十二大願に由来すると考えられている。
国分寺のほとんどは現在は薬師如来を本尊としている。

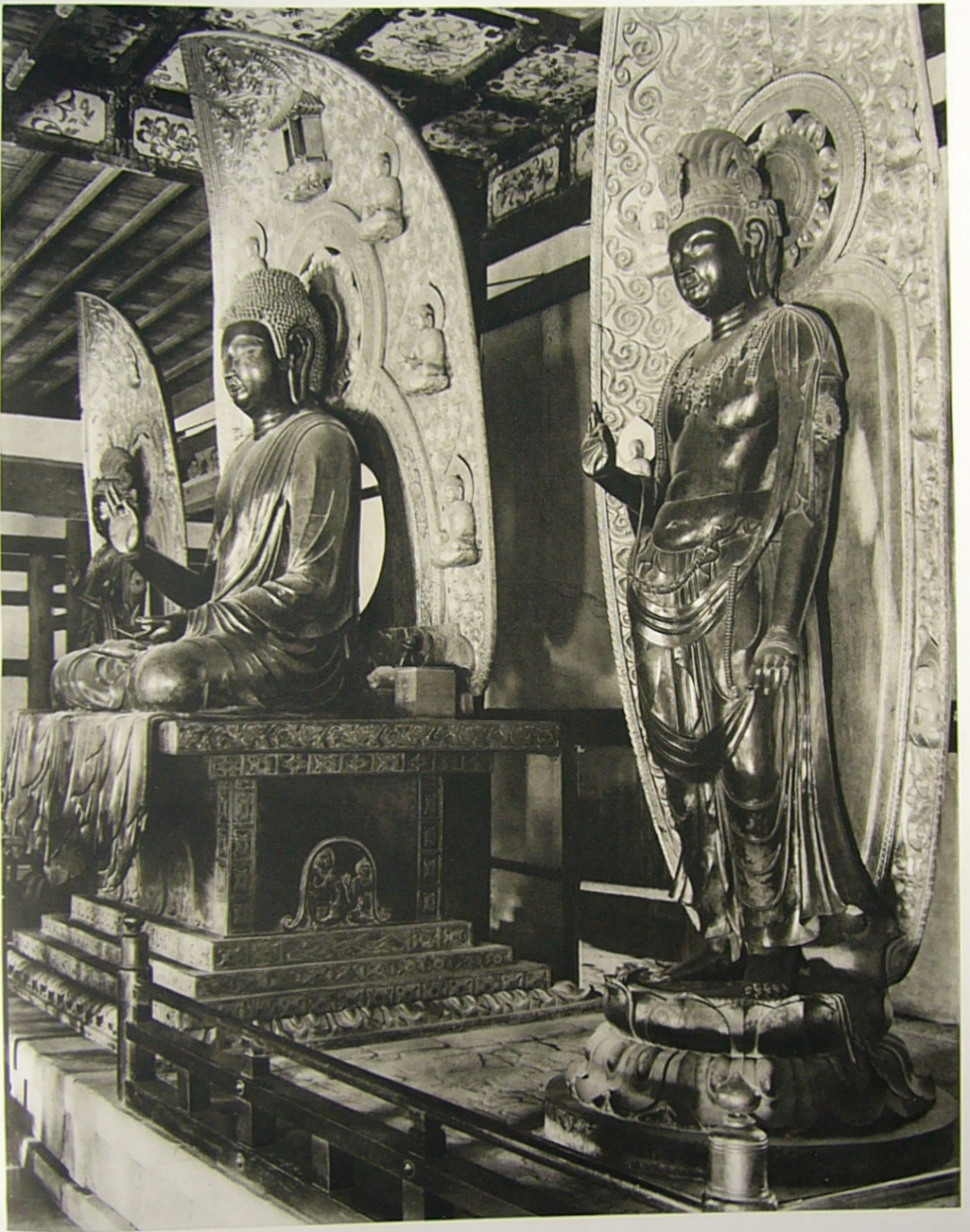
薬師三尊像（薬師寺）
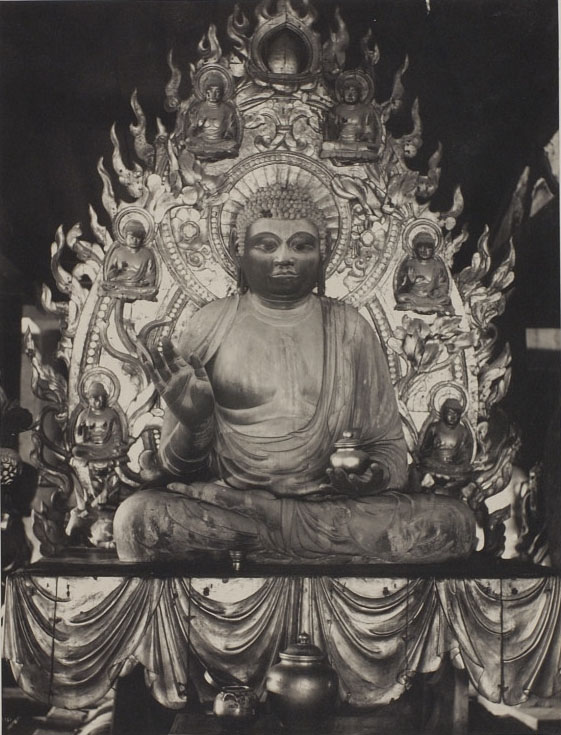
薬師座像 行基・作（新薬師寺）
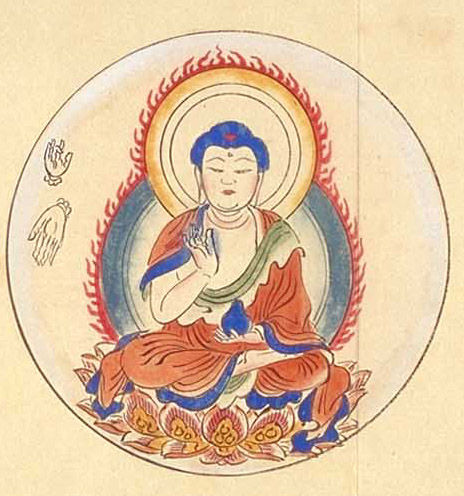
薬師如来（『図像抄』）
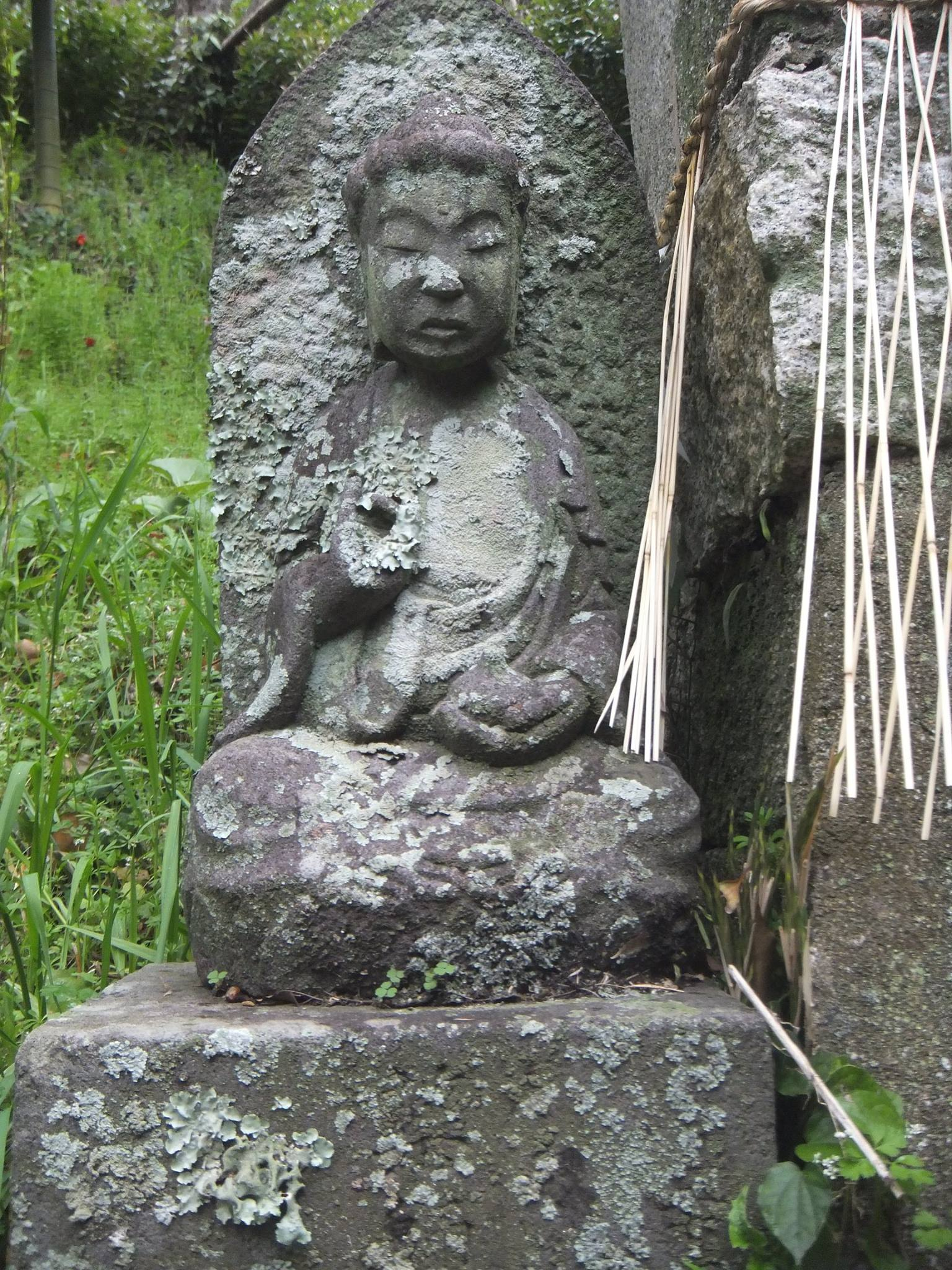
薬師如来（今山、福岡市西区今宿）

### 日本における造像例
現世利益的信仰が有力な日本においては、薬師如来は病気平癒などを祈願しての造像例が多い。極楽往生を約束する仏である阿弥陀如来とともに、日本においてはもっとも信仰されてきた如来である。奈良・法隆寺金堂の薬師如来坐像は光背に推古天皇15年（607年）の銘があるが、銘文中の用語や像自体の鋳造技法等から、実際の制作は7世紀後半と言われている。また、現世利益を司る数少ない如来であることから、延暦寺、神護寺、東寺、寛永寺のような典型的な(国家護持の祈りを担う)密教寺院においても薬師如来を本尊とするところが多い。

### 国宝指定の薬師如来像
日本において造像は極めて多数であり、ここでは国宝を列挙するにとどめる。
- 福島・勝常寺像（薬師三尊の中尊、坐像、平安時代前期）
- 京都・仁和寺（旧北院）像（坐像、平安時代）
- 京都・神護寺像（立像、平安時代初期）
- 京都・醍醐寺（上醍醐）薬師堂像（薬師三尊の中尊、坐像、平安時代前期）
- 大阪・獅子窟寺像（坐像、平安時代前期）
- 奈良・法隆寺金堂像（坐像、飛鳥～奈良時代）
- 奈良・法隆寺大講堂像（薬師三尊の中尊、坐像、平安時代中期）
- 奈良・唐招提寺金堂像（立像、奈良時代～平安時代初期）
- 奈良・薬師寺像（薬師三尊の中尊、坐像、奈良時代）
- 奈良・新薬師寺像（坐像、平安時代初期）
- 奈良国立博物館像（坐像、平安時代前期）
- 奈良・元興寺（奈良市芝新屋町）像（立像、平安時代前期）

## 関連霊場
- 関東九十一薬師霊場
- 中部四十九薬師霊場
- 東海四十九薬師霊場
- 西国四十九薬師霊場
- 京都十二薬師霊場
- 播州薬師霊場
- 播磨八薬師霊場
- 中国四十九薬師霊場
- 阿波北嶺薬師霊場
- 九州四十九院薬師霊場
- 安房国四十八ヶ所薬師如来霊場
- 武相寅年薬師霊場